# Nebel im August
Nebel im August ist ein 2016 erschienener deutsch-österreichischer Spielfilm des Regisseurs Kai Wessel nach dem gleichnamigen Roman von Robert Domes. Er zeigt die wahre Geschichte des Ernst Lossa in Süddeutschland am Anfang der 1940er-Jahre. Das Filmdrama behandelt damit am Schicksal einer einzelnen Person beispielhaft die tausendfachen NS-Krankenmorde, die damals unter der Bezeichnung „Aktion Gnadentod“ von Ärzten und Pflegepersonal in bestimmten Krankenhäusern und Pflegeheimen durchgeführt wurden. Im mehrfach ausgezeichneten Film erhält der Junge von einer Krankenschwester die Todesspritze, weil er als „unerziehbar“ gilt.

## Handlung
Der 13-jährige Ernst Lossa aus Augsburg, ein Kind aus der Minderheit der Jenischen, wird von seiner Familie getrennt und am 5. Mai 1944 als schwer erziehbar in die Heil- und Pflegeanstalt Sargau im Allgäu eingewiesen. Nach anfänglichem Widerstand („Ich bin kein Idiot“) gewöhnt er sich an das Anstaltsleben und wird Helfer des alten Hausmeisters Witt. Mit diesem muss er auch den Raum säubern, in dem Obduktionen stattfinden. Der Anstaltsleiter Dr. Veithausen gibt sich menschlich („Bei uns wird niemand geschlagen“), führt aber konsequent das Euthanasieprogramm durch, bei dem regelmäßig Anstaltsbewohner mit Bussen weggebracht werden. Sein Assistent Hechtle kritisiert lediglich, dass die Auswahl von Berlin getroffen wird, und mitunter arbeitsfähige Leute auf der Liste stehen, die gut als Erntehelfer eingesetzt werden könnten.
Ernst freundet sich bei der Feldarbeit mit einem anderen Jungen an, der einen Ausstieg zum Dach kennt, wo sie ein wenig Freiheit genießen. Der Junge wird schließlich von seinen Eltern abgeholt. Auch Ernst ist überzeugt, dass sein Vater – die Mutter ist bereits tot – ihn abholen werde, um mit ihm wie versprochen nach Amerika zu gehen. Tatsächlich kommt der Vater, darf aber Ernst nicht mitnehmen, da er als fahrender Händler keine Meldebestätigung für einen festen Wohnsitz vorweisen kann.
Ernst begegnet Nandl, die keine Angehörigen mehr hat. Als sich die beiden beim Arbeiten im Wald von den anderen absondern, bekommt Nandl einen epileptischen Anfall. Ernst leistet Hilfe und die beiden kehren in die Anstalt zurück. Ernst erzählt Nandl, dass er sich nach seinem Tod in einen Raben verwandeln werde, sein Vater in einen Hasen. Jeder Mensch habe einen „Lebenswunsch“ frei, den ihm ein Jenischer erfüllen müsse, wenn er diesen darum bitte. Nandl erzählt sofort, dass sie sich wünsche, noch einmal Schlittschuh zu laufen. Doch Ernst bittet sie, sich ihren „Lebenswunsch“ nochmals gut zu überlegen.
Eines Tages wird das „Euthanasie“-Programm umgestellt, und die Anstalten müssen nun selbst die Insassen töten. Dazu kommt die „Fachschwester“ Edith an die Anstalt, welche die Kinder mit einer in Himbeersaft aufgelösten Überdosis an Barbituraten tötet. Dr. Veithausen experimentiert mit einem Ernährungsplan, bei dem den Patienten nur Gemüsesuppe verabreicht wird. Dem Gemüse werden alle Nährstoffe entzogen, die Patienten verlieren dadurch rasch an Gewicht. Dr. Veithausen hält vor den Leitern anderer Euthanasie-Anstalten einen Vortrag, in dem er die „Entzugskost“ als Möglichkeit anpreist, das Euthanasieprogramm unauffällig und ohne Medikamenteneinsatz durchzuführen.
Immer mehr Kinder versterben plötzlich, nachdem ihnen Schwester Edith Himbeersaft mit Medikamenten verabreicht hat. Die geistliche Oberschwester Sophia meldet die Vorfälle bei Dr. Veithausen und bekommt von diesem zur Antwort, dass es ihrer aller Aufgabe sei, die Patienten von ihrem Leid zu „erlösen“. Oberschwester Sophia wendet sich an den Bischof ihrer Diözese, dieser gibt ihr aber zu verstehen, dass die politische Lage für die Kirche schwierig sei. Sie solle in die Anstalt zurückkehren, um die Überlebenden zu „trösten“. Als das stumme Mädchen Amelie, das von Ernst immer gefüttert worden war, an der Reihe ist, kann dieser die Verabreichung der Barbiturate verhindern und zusammen mit Oberschwester Sophia das Kind verstecken.
Ernst erfährt, dass Nandl demnächst Geburtstag hat. Er stiehlt den Schlüssel zum Gewölbekeller und lädt sie ein, von dort aus einen „Ausflug“ zum See zu machen. Er hat Schlittschuhe mitgebracht, obwohl es mitten im August ist. Ernst und Nandl unternehmen eine Ruderbootsfahrt auf dem nächtlichen See. Dabei erzählt er ihr, dass die Schlittschuhe nicht das eigentliche Geburtstagsgeschenk an sie seien, sondern er wolle Nandl nach Amerika mitnehmen, wo sie im nächsten Winter auf dem Eis des Michigansees Schlittschuh laufen könnten.
Als auch Theresa getötet wird, die gehörlose Freundin Nandls, bezichtigt ihr Freund, ein anderer Insasse der Anstalt, Hechtle als Mörder. Nach einem Handgemenge wird er niedergespritzt. Die Lage ist gespannt. Immer wieder hört man in der Nähe die Geräusche vorbeifliegender britischer Bomber. Die Nahrungsmittelversorgung der Anstalt verschlechtert sich. Nandl und Ernst beschließen zu fliehen. Ernst weigert sich, beim Mittagessen Fisch zu essen. Der Tumult, der entsteht, als sich andere Insassen anschließen und mit Fischen um sich werfen, wird durch einen Fliegeralarm unterbrochen. Nandl und Ernst wollen das Chaos nutzen, um vom Gewölbekeller aus zu flüchten, doch es fallen Bomben auf das Anstaltsgelände. Die ebenfalls in den Keller geflüchtete Oberschwester Sophia kommt mit Amelie dabei um, während Nandl verletzt wird und Bettruhe verordnet bekommt. Bei der Beerdigung von Sophia beschimpft Ernst Dr. Veithausen als Lügner und Mörder. Daraufhin setzt dieser ihn auf die Todesliste. Nandl bittet Ernst, ohne sie zu fliehen, das sei ihr „Lebenswunsch“. Doch es ist zu spät, Schwester Edith und Hechtle gehen mit ihm in das Krankenzimmer, in dem er übernachten soll.
Weil ein Rabe plötzlich am Fenster von Nandls Krankenzimmer erscheint, und durch den Hausmeister, erfährt Nandl, dass Ernst tot ist. Trotzdem schleppt sie sich auf Krücken in den Speisesaal und verkündet, dass Ernst es „geschafft“ habe und nun in Amerika sei.

## Entstehung
Die Dreharbeiten fanden vom 6. Mai 2015 bis zum 9. Juli 2015 statt. Ein Großteil der Filmaufnahmen entstanden in der Deutschordenskommende Mülheim und der LWL-Klinik Warstein, die ebenfalls auf eine Euthanasie-Vergangenheit zurückblickt. Historisch handelte es sich um die Heil- und Pflegeanstalt Kaufbeuren-Irsee. Dort war Valentin Faltlhauser (im Film Walter Veithausen) Chefarzt, der auch als T4-Gutachter für die NS-Krankenmorde deutschlandweit aktiv war.
Als Psychiatrie-Patienten wurden Komparsen aus Warstein eingesetzt.
Der Film wurde mit Unterstützung der Filmförderung Hamburg Schleswig-Holstein, der Filmförderungsanstalt, des Deutschen Filmförderfonds, des FilmFernsehFonds Bayern, der Film- und Medienstiftung NRW, der FISA – Filmstandort Austria, des Österreichischen Filminstituts, des Filmfonds Wien und der Eurimages finanziert.
Michael von Cranach, der ehemalige ärztliche Direktor des Bezirkskrankenhauses Kaufbeuren und ein Experte für die Forschung zu den NS-Krankenmorden, beteiligte sich als wissenschaftlicher Berater für den historischen Hintergrund.

## Veröffentlichung
Der Film kam am 29. September 2016 in die deutschen Kinos. Die Premiere fand zuvor am 26. September 2016 in der Lichtburg in Essen statt.

## Rezeption
Die Deutsche Film- und Medienbewertung (FBW) gab dem Filmdrama das Prädikat besonders wertvoll.

### Kritiken
Christoph Schröder von der Zeit meint, dass Regisseur Kai Wessel aus der Biografie des Jungen einen Film gemacht hat, „der sich zum einen auf die eindringliche Wirkung seiner bewusst unspektakulären Bilder und zum anderen auf die Selbstentlarvungskraft der komplett instrumentalisierten und umgedrehten Sprache verlassen kann“. Das Drama brauche kein „pädagogisches Pathos“, die Perversität des Systems Euthanasie erschließe sich ohne Erklärung. Schröder betont insbesondere auch das präzise Mienenspiel Ivo Pietzckers, der mit dieser Leistung der Rolle des „asozialen Schädlings“  Ernst Lossa im Film Tiefe verleihe.
Walli Müller weist in ihrer sehr positiven Kritik auf die zwiespältige Darstellung des Chefarztes hin: „Das Entsetzlichste an diesem Film ist, dass der Mann so freundlich und menschlich wirkt. Sebastian Koch spielt hier nicht den […] Stiefelträger, der Befehle brüllt. Mit dieser Art Film-Nazi hat man es sich oft zu leicht gemacht. Dr. Veithausen kümmert sich väterlich um seine Patienten. Wo es aber keine Aussicht auf Besserung gibt, setzt er die Namen knallhart auf seine Liste.“
Der Filmdienst, aus dem sich das Lexikon des Internationalen Films speist, bewertete den Film mit vier von fünf möglichen Sternen und als „Sehenswert“ ab 14 Jahren. Das Drama inszeniere „eindrucksvoll“ den Glücksanspruch und den Widerstand des Protagonisten gegen die Verbrechen der Täter mit einer dramatischen Lichtführung. Und es vermittele „eindringlich“, was passiert, wenn sich das Leben nach Kriterien der Nützlichkeit für eine Gesellschaft bestimmt.

### Auszeichnungen
- 2015: Bayerischer Filmpreis in der Kategorie Regie für Kai Wessel
- 2016: Friedenspreis des Deutschen Films – Die Brücke (Hauptpreis national)
- 2016: Günter-Rohrbach-Filmpreis:
  - Preis für die beste männliche Hauptrolle für Sebastian Koch
  - Preis des Saarländischen Rundfunks für Ivo Pietzcker
  - Nominierung für die Endrunde des Günter-Rohrbach-Filmpreises
- 2016: Internationales Filmfestival von Giffoni – CGS-Award und zweiter Preis Filme für Jugendliche[3]
- 2017: Österreichischer Filmpreis 2017 in der Kategorie Beste männliche Nebenrolle für Branko Samarovski
- 2017: Deutscher Filmpreis 2017 in der Kategorie Beste weibliche Nebenrolle für Fritzi Haberlandt
- 2017: Deutscher Regiepreis Metropolis – Beste Regie Kinofilm für Kai Wessel[12]